# Stenodon gracilis
Stenodon gracilis är en tvåhjärtbladig växtart som beskrevs av Berg och José Jéronimo Triana. Stenodon gracilis ingår i släktet Stenodon och familjen Melastomataceae. Inga underarter finns listade i Catalogue of Life.